# Synchiropus richeri
Synchiropus richeri, tên thông thường là cá đàn lia Richer, là một loài cá biển thuộc chi Cá đàn lia gai trong họ Cá đàn lia. Loài này được mô tả lần đầu tiên vào năm 2000.

## Phân bố và môi trường sống
S. richeri có phạm vi phân bố ở Tây Nam Thái Bình Dương. Loài này chỉ được ghi nhận tại phía đông của Grande Terre (New Caledonia). S. richeri sống trên đáy cát, được tìm thấy ở độ sâu khoảng 565 m.

## Mô tả
Chiều dài tối đa được ghi nhận ở S. richeri là khoảng 8,7 cm. Chúng là loài dị hình giới tính: Cá đực có vây lưng vươn cao hơn cá mái. Mẫu vật của các tiêu bản (đã ngâm trong rượu) có đầu và thân màu trắng. Mắt màu xám đen ở phía trên và xám bạc ở phía dưới. Vùng phía sau ổ mắt và lưng trước có các đốm nhỏ màu nâu; và các mảng đốm lớn cùng màu ở trước gốc vây lưng thứ hai. Vây lưng thứ nhất của con đực có một đốm đen nhỏ ở màng vây thứ hai, và ở cả hai giới đều có một đốm lớn màu xám đen ở gốc màng vây thứ ba. Các vây còn lại nhạt màu hoặc trong suốt.
Số gai ở vây lưng: 4; Số tia vây mềm ở vây lưng: 8; Số gai ở vây hậu môn: 0; Số tia vây mềm ở vây hậu môn: 8; Số tia vây mềm ở vây ngực: 20 - 22; Số gai ở vây bụng: 1; Số tia vây mềm ở vây bụng: 5.